# قائمة مباريات نادي ليفربول ومانشستر سيتي
هذه القائمة تضم جميع مباريات نادي ليفربول ومانشستر سيتي.

شعار نادي ليفربول.

شعار نادي مانشستر سيتي.

## ملخص جميع المباريات
اعتبارا من 16 أكتوبر 2022.
| فوز ليفربول        | 32  |
| التعادل            | 21  |
| فوز مانشستر سيتي   | 13  |
| أهداف ليفربول      | 131 |
| أهداف مانشستر سيتي | 91  |
| مجموع المباريات    | 66  |

## عام 1981

### كأس رابطة الأندية الإنجليزية المحترفة - الذهاب
| 14 يناير 1981 رابطة الأندية الإنجليزية المحترفة | مانشستر سيتي | 1-0 | ليفربول |  |

المصدر:

### كأس رابطة الأندية الإنجليزية المحترفة -الإياب
| 10 فبراير 1981 كأس رابطة الأندية الإنجليزية المحترفة | ليفربول | 1-1 | مانشستر سيتي |                  |
|                                                      |         |     |              | الحكم: كليف وايت |

المصدر:

## عام 1988

### كأس الإتحاد الإنجليزي
| 13 مارس 1988 كأس رابطة الأندية الإنجليزية المحترفة | ليفربول | 0-4 | مانشستر سيتي |  |

المصدر:

## عام 1992

### الدوري الإنجليزي الممتاز 1992-93 - الذهاب
| 28 ديسمبر 1992 الدوري الإنجليزي الممتاز | ليفربول | 1-1 | مانشستر سيتي |  |

المصدر:

## عام 1993

### الدوري الإنجليزي الممتاز 1992-93 - الإياب
| 12 أبريل 1993 الدوري الإنجليزي الممتاز | مانشستر سيتي | 1-1 | ليفربول |  |

المصدر:

### الدوري الإنجليزي الممتاز 1993–94 - الذهاب
| 23 أكتوبر 1993 الدوري الإنجليزي الممتاز | مانشستر سيتي | 1-1 | ليفربول |  |

المصدر:

## عام 1994

### الدوري الإنجليزي الممتاز 1993–94 - الإياب
| 22 يناير 1994 الدوري الإنجليزي الممتاز | ليفربول | 1-2 | مانشستر سيتي |  |

المصدر:

### الدوري الإنجليزي الممتاز 1994–95 - الذهاب
| 28 ديسمبر 1994 الدوري الإنجليزي الممتاز | ليفربول | 0-2 | مانشستر سيتي |  |

المصدر:

## عام 1995

### الدوري الإنجليزي الممتاز 1994–95 - الإياب
| 14 أبريل 1995 الدوري الإنجليزي الممتاز | مانشستر سيتي | 1-2 | ليفربول |  |

المصدر:

### كأس رابطة الأندية الإنجليزية المحترفة 1995–96
| 25 أكتوبر 1995 كأس رابطة الأندية الإنجليزية المحترفة | ليفربول | 0-4 | مانشستر سيتي |  |

المصدر:

### الدوري الإنجليزي الممتاز 1995–96 - الذهاب
| 28 أكتوبر 1995 الدوري الإنجليزي الممتاز | ليفربول | 0-6 | مانشستر سيتي |  |

المصدر:

## عام 1996

### الدوري الإنجليزي الممتاز 1995–96 - الإياب
| 5 مايو 1996 الدوري الإنجليزي الممتاز | مانشستر سيتي | 2-2 | ليفربول |  |

المصدر:

## عام 2000

### الدوري الإنجليزي الممتاز 2000–01 - الذهاب
| 9 سبتمبر 2000 الدوري الإنجليزي الممتاز | ليفربول | 2-3 | مانشستر سيتي |  |

المصدر:

## عام 2001

### الدوري الإنجليزي الممتاز 2000–01 - الإياب
| 31 يناير 2001 الدوري الإنجليزي الممتاز | مانشستر سيتي | 1-1 | ليفربول |  |

المصدر:

### كأس الاتحاد الإنجليزي 2000–01 - دور ال16
| 18 فبراير 2001 كأس الاتحاد الإنجليزي | ليفربول | 2-4 | مانشستر سيتي |  |

المصدر:

## عام 2002

### الدوري الإنجليزي الممتاز 2002–03 - الذهاب
| 28 سبتمبر 2002 الدوري الإنجليزي الممتاز | مانشستر سيتي | 3-0 | ليفربول |  |

المصدر:

## عام 2003

### الدوري الإنجليزي الممتاز 2002–03 - الإياب
| 3 مايو 2003 الدوري الإنجليزي الممتاز | ليفربول | 2-1 | مانشستر سيتي |  |

المصدر:

### الدوري الإنجليزي الممتاز 2003–04 - الذهاب
| 28 ديسمبر 2003 الدوري الإنجليزي الممتاز | مانشستر سيتي | 2-2 | ليفربول |  |

المصدر:

## عام 2004

### الدوري الإنجليزي الممتاز 2003–04 - الإياب
| 12 فبراير 2003 الدوري الإنجليزي الممتاز | ليفربول | 1-2 | مانشستر سيتي |  |

المصدر:

### الدوري الإنجليزي الممتاز 2004–05 - الذهاب
| 21 أغسطس 2004 الدوري الإنجليزي الممتاز | ليفربول | 1-2 | مانشستر سيتي |  |

المصدر:

## عام 2005

### الدوري الإنجليزي الممتاز 2004–05 - الإياب
| 9 أبريل 2005 الدوري الإنجليزي الممتاز | مانشستر سيتي | 0-1 | ليفربول |  |

المصدر:

### الدوري الإنجليزي الممتاز 2005–06 - الذهاب
| 26 نوفمبر 2005 الدوري الإنجليزي الممتاز | مانشستر سيتي | 1-0 | ليفربول |  |

المصدر:

## عام 2006

### الدوري الإنجليزي الممتاز 2005–06 - الإياب
| 26 فبراير 2006 الدوري الإنجليزي الممتاز | ليفربول | 0-1 | مانشستر سيتي |  |

المصدر:

### الدوري الإنجليزي الممتاز 2006–07 - الذهاب
| 25 نوفمبر 2006 الدوري الإنجليزي الممتاز | ليفربول | 0-1 | مانشستر سيتي |  |

المصدر:

## عام 2007

### الدوري الإنجليزي الممتاز 2006–07 - الإياب
| 14 أبريل 2007 الدوري الإنجليزي الممتاز | مانشستر سيتي | 0-0 | ليفربول |  |

المصدر:

### الدوري الإنجليزي الممتاز 2007–08 - الذهاب
| 30 ديسمبر 2007 الدوري الإنجليزي الممتاز | مانشستر سيتي | 0-0 | ليفربول |  |

المصدر:

## عام 2008

### الدوري الإنجليزي الممتاز 2007–08 - الإياب
| 4 مايو 2008 الدوري الإنجليزي الممتاز | ليفربول | 0-1 | مانشستر سيتي |  |

المصدر:

### الدوري الإنجليزي الممتاز 2008–09 - الذهاب
| 5 أكتوبر 2008 الدوري الإنجليزي الممتاز | مانشستر سيتي | 3-2 | ليفربول |  |

المصدر:

## عام 2009

### الدوري الإنجليزي الممتاز 2008–09 - الإياب
| 22 فبراير 2009 الدوري الإنجليزي الممتاز | ليفربول | 1-1 | مانشستر سيتي |  |

المصدر:

### الدوري الإنجليزي الممتاز 2009–10 - الذهاب
| 21 نوفمبر 2009 الدوري الإنجليزي الممتاز | ليفربول | 2-2 | مانشستر سيتي |  |

المصدر:

## عام 2010

### الدوري الإنجليزي الممتاز 2009–10 - الإياب
| 21 فبراير 2010 الدوري الإنجليزي الممتاز | مانشستر سيتي | 0-0 | ليفربول |  |

المصدر:

### الدوري الإنجليزي الممتاز 2010–11 - الذهاب
| 23 أغسطس 2010 الدوري الإنجليزي الممتاز | مانشستر سيتي | 0-3 | ليفربول |  |

المصدر:

## عام 2011

### الدوري الإنجليزي الممتاز 2010–11 - الإياب
| 11 أبريل 2010 الدوري الإنجليزي الممتاز | ليفربول | 0-3 | مانشستر سيتي |  |

المصدر:

### الدوري الإنجليزي الممتاز 2011–12 - الذهاب
| 27 نوفمبر 2011 الدوري الإنجليزي الممتاز | ليفربول | 1-1 | مانشستر سيتي |  |

المصدر:

## عام 2012

### الدوري الإنجليزي الممتاز 2011–12 - الإياب
| 4 يناير 2012 الدوري الإنجليزي الممتاز | مانشستر سيتي | 0-3 | ليفربول |  |

المصدر:

### كأس رابطة الأندية الإنجليزية المحترفة 2011–12 - الذهاب
| 11 يناير 2012 كأس رابطة الأندية الإنجليزية المحترفة | مانشستر سيتي | 1-0 | ليفربول |  |

المصدر:

### كأس رابطة الأندية الإنجليزية المحترفة 2011–12 - الإياب
| 25 يناير 2012 كأس رابطة الأندية الإنجليزية المحترفة | ليفربول | 2-2 | مانشستر سيتي |  |

المصدر:

### الدوري الإنجليزي الممتاز 2012–13 - الذهاب
| 26 أغسطس 2012 الدوري الإنجليزي الممتاز | ليفربول | 2-2 | مانشستر سيتي |  |

المصدر:

## عام 2013

### الدوري الإنجليزي الممتاز 2012–13 - الإياب
| 3 فبراير 2013 الدوري الإنجليزي الممتاز | مانشستر سيتي | 2-2 | ليفربول |  |

المصدر:

### الدوري الإنجليزي الممتاز 2013–14 - الذهاب
| 26 ديسمبر 2013 الدوري الإنجليزي الممتاز | مانشستر سيتي | 1-2 | ليفربول |  |

المصدر:

## عام 2014

### الدوري الإنجليزي الممتاز 2013–14 - الإياب
| 13 أبريل 2014 الدوري الإنجليزي الممتاز | ليفربول | 2-3 | مانشستر سيتي |  |

المصدر:

### الكأس الدولية للأبطال 2014
| 31 يوليو 2014 الكأس الدولية للأبطال | مانشستر سيتي | 2-2 | ليفربول |  |

بعد ركلات الترجيح: 1-3 لليفربول
المصدر:

### الدوري الإنجليزي الممتاز 2014–15 - الذهاب
| 25 أغسطس 2014 الدوري الإنجليزي الممتاز | مانشستر سيتي | 1-3 | ليفربول |  |

المصدر:

## عام 2015

### الدوري الإنجليزي الممتاز 2014–15 - الإياب
| 1 مارس 2015 الدوري الإنجليزي الممتاز | ليفربول | 1-2 | مانشستر سيتي |  |

المصدر:

### الدوري الإنجليزي الممتاز 2015–16 - الذهاب
| 21 نوفمبر 2015 الدوري الإنجليزي الممتاز | مانشستر سيتي | 4-1 | ليفربول |  |

المصدر:

## عام 2016

### كأس رابطة الأندية الإنجليزية المحترفة 2015–16 - النهائي
| 27 فبراير 2016 كأس رابطة الأندية الإنجليزية المحترفة | ليفربول | 1-1 | مانشستر سيتي |  |

بعد ركلات الترجيح:1-3 لمانشستر سيتي
المصدر:

### الدوري الإنجليزي الممتاز 2015–16 - الإياب
| 3 مارس 2016 الدوري الإنجليزي الممتاز | ليفربول | 0-3 | مانشستر سيتي |  |

المصدر:

### الدوري الإنجليزي الممتاز 2016–17 - الذهاب
| 31 ديسمبر 2016 الدوري الإنجليزي الممتاز | ليفربول | 0-1 | مانشستر سيتي |  |

المصدر:

## عام 2017

### الدوري الإنجليزي الممتاز 2016–17 - الإياب
| 19 مارس 2017 الدوري الإنجليزي الممتاز | مانشستر سيتي | 1-1 | ليفربول |  |

المصدر:

### الدوري الإنجليزي الممتاز 2017–18 - الذهاب
| 9 سبتمبر 2017 الدوري الإنجليزي الممتاز | مانشستر سيتي | 0-5 | ليفربول |  |

المصدر:

## عام 2018

### الدوري الإنجليزي الممتاز 2017–18 - الإياب
| 14 يناير 2018 الدوري الإنجليزي الممتاز | ليفربول | 3-4 | مانشستر سيتي |  |

المصدر:

### دوري أبطال أوروبا 2017–18 - ذهاب ربع النهائي
| 4 أبريل 2018 دوري الأبطال | ليفربول | 0-3 | مانشستر سيتي |  |

المصدر:

### دوري أبطال أوروبا 2017–18 - إياب ربع النهائي
| 10 أبريل 2018 دوري الأبطال | مانشستر سيتي | 2-1 | ليفربول |  |

المصدر:

### الكأس الدولية للأبطال 2018
| 26 يوليو 2018 الكأس الدولية للأبطال | مانشستر سيتي | 2-1 | ليفربول |  |

المصدر:

### الدوري الإنجليزي الممتاز 2018–19 - الذهاب
| 7 أكتوبر 2018 الدوري الإنجليزي الممتاز | ليفربول | 0-0 | مانشستر سيتي |  |

المصدر:

## عام 2019

### الدوري الإنجليزي الممتاز 2018–19 - الإياب
| 4 يناير 2019 الدوري الإنجليزي الممتاز | مانشستر سيتي | 1-2 | ليفربول |  |

المصدر:

### درع الاتحاد 2019
| 4 أغسطس 2019 درع الاتحاد | ليفربول | 1-1 | مانشستر سيتي |  |

بعد ركلات الترجيح:4-5لمانشستر سيتي
المصدر:

### الدوري الإنجليزي الممتاز 2019–20 - الذهاب
| 10 نوفمبر 2019 الدوري الإنجليزي الممتاز | ليفربول | 1-3 | مانشستر سيتي |  |

المصدر:

## عام 2020

### الدوري الإنجليزي الممتاز 2019–20 - الإياب
| 2 يوليو 2020 الدوري الإنجليزي الممتاز | مانشستر سيتي | 0-4 | ليفربول |  |

المصدر:

### الدوري الإنجليزي الممتاز 2020–21 - الذهاب
| 8 نوفمبر 2020 الدوري الإنجليزي الممتاز | مانشستر سيتي | 1-1 | ليفربول |  |

المصدر:

## عام 2021

### الدوري الإنجليزي الممتاز 2020–21 - الإياب
| 7 فبراير 2021 الدوري الإنجليزي الممتاز | ليفربول | 4-1 | مانشستر سيتي |  |

المصدر:

### الدوري الإنجليزي الممتاز 2021–22 - الذهاب
| 3 أكتوبر 2021 الدوري الإنجليزي الممتاز | ليفربول | 2-2 | مانشستر سيتي |  |

المصدر:

## عام 2022

### الدوري الإنجليزي الممتاز 2021–22 - الإياب
| 10 أبريل 2022 الدوري الإنجليزي الممتاز | مانشستر سيتي | 2-2 | ليفربول |  |

المصدر:

### كأس الاتحاد 2021–22 - نصف النهائي
| 16 أبريل 2022 كأس الاتحاد | مانشستر سيتي | 3-2 | ليفربول |  |

المصدر:

### درع الاتحاد 2022
| 30 يوليو 2022 درع الاتحاد | ليفربول | 1-3 | مانشستر سيتي |  |

المصدر:

### الدوري الإنجليزي الممتاز 2022–23 - الذهاب
| 16 أكتوبر 2022 الدوري الإنجليزي الممتاز | ليفربول | 0-1 | مانشستر سيتي |  |

المصدر:

## عام 2023

### الدوري الإنجليزي الممتاز 2022–23 - الذهاب
| 1 أبريل 2022 الدوري الإنجليزي الممتاز | مانشستر سيتي | - | ليفربول |  |

المصدر: